# Leonard Schrader
Leonard Schrader (30. listopadu 1943 Grand Rapids – 2. listopadu 2006 Los Angeles) byl americký scenárista, starší bratr režiséra a scenáristy Paula Schradera. Pocházel z přísné nizozemské kalvinistické rodiny a stejně jako jeho bratr až do dospělosti neviděl jediný film. V roce 1968 získal titul MFA na Iowské univerzitě. Později se usadil v Japonsku, kde vyučoval na univerzitách v Kjótu. V Japonsku se setkal se svou pozdější manželkou Chieko, se kterou se oženil v roce 1977. V roce 1974 se podílel na scénáři k filmu Japonská mafie, jehož hlavním autorem byl jeho bratr. S bratrem později napsal scénář k filmu Mishima: A Life in Four Chapters (1985). Dále napsal například scénáře k filmům Muž, který ukradl slunce (1979) a Polibek pavoučí ženy (1985). V roce 1990 režíroval podle vlastního scénáře film Nahé tango. Zemřel v Los Angeles ve věku 62 let.